# Shocklach Oviatt and District
Shocklach Oviatt and District est une paroisse civile du Cheshire, en Angleterre.